# Lety, Praha-západ
Lety là một làng thuộc huyện Praha-západ, vùng Středočeský, Cộng hòa Séc.